# Barbara Taylor Bradford
Pour les articles homonymes, voir Bradford (homonymie).
Barbara Taylor Bradford, née Barbara Taylor le 10 mai 1933 à Armley (Leeds, Angleterre) et morte le 24 novembre 2024 à New York (État de New York), est une écrivaine britannico-américaine.
Auteure de fictions vendues à des millions d'exemplaires dans de nombreux pays, elle signe également quelques ouvrages de décoration et des livres à caractère religieux à destination des enfants non traduits.

## Biographie
Enfant unique de Frida et Winston Taylor, Barbara Taylor Bradford commence à écrire tôt : à l'âge de 10 ans, elle vend sa première histoire à un journal pour enfants.
Secrétaire, puis journaliste au Yorkshire Evening Post à 18 ans, elle tient, 2 ans plus tard, une chronique de décoration dans le magazine londonien Woman's Own. Elle publie plusieurs ouvrages sur la mode et la décoration d'intérieur,.
En 2005, paraît sa biographie par Piers Dudgeon,.
Elle reçoit la distinction d'officier de l'ordre de l'Empire britannique (OBE) en 2007.
Sa fortune est estimée à 188 millions de livres sterling.
Ses archives couvrant la période 1940-2013 sont versées à la bibliothèque de l'Université de Leeds.
Elle meurt le 24 novembre 2024 à son domicile de New York, à l'âge de 91 ans.

### Vie privée
Barbara Taylor Bradford habite New York depuis son mariage avec le producteur américain Robert Bradford en 1963 et, en 1992, devient citoyenne américaine.

## Œuvres
La plupart des livres de Barbara Taylor Bradford sont des romans mettant en scène un personnage féminin cherchant — et trouvant — fortune et accomplissement, malgré des vents contraires. Ces livres sont des sagas familiales plus que des romances à proprement parler. 29 sont considérés comme des best-sellers.
Le premier d'entre eux, A woman of substance (L'espace d'une vie), édité en français chez Belfond, est paru en 1979 et réalise une vente de plus de 30 millions d'exemplaires.
Plus de 88 millions d'exemplaires de ses romans sont vendus dans le monde, en 40 langues. Dix d'entre eux sont portés à l'écran en téléfilms ou mini-séries.
Barbara Taylor Bradford écrit également des livres destinés aux enfants relatant des passages de la Bible.

### Titres

#### Série: Emma Harte
- L'espace d'une vie, Belfond, 1980 (A woman of substance, 1979)
- Accroche-toi à ton rêve, Belfond, 1986 (Hold the dream, 1985)
- L'héritage d'Emma Harte, Belfond, 1989 (To be the best, 1988)
- Le secret d'Emma Harte, Presses de la Cité, 2004 (Emma's secret, 2003)
- Les héritières d'Emma Harte, Presses de la Cité, 2005 (Unexpected blessings, 2005)
- La succession d'Emma Harte, Presses de la Cité, 2006 (Just rewards, 2005)
- L'amour pour seule loi, Presses de la Cité, 2010 (Breaking the rules, 2009)

#### Série: Deravenel
- La Dynastie Ravenscar, Presses de la Cité, 2007 (The Ravenscar dynasty, 2007)
- Les héritiers de Ravenscar, Presses de la Cité, 2008 (Heirs of Ravenscar, ?)
- Le Défi d'Elizabeth, Presses de la Cité, 2009 (Being Elizabeth, 2008)

#### Série: Cavendon Hall
- La splendeur de Cavendon Hall, Presses de la Cité, 2014 (Cavendon Hall, 2014)
- Les femmes de Cavendon, Presses de la Cité, 2015 (The Cavendon Women, 2015)
- L'héritage de Cavendon, Presses de la Cité, 2016 (The Cavendon Luck, 2016)
- L'ultime secret de Cavendon, Presses de la Cité, 2018 (Secrets of Cavendon, 2017)

#### Romans hors série
- Les voix du cœur, Belfond, 1983
- Quand le destin bascule, Belfond, 1987
- Les femmes de sa vie, Presses de la Cité, 1991
- Jamais je n'oublierai, Belfond, 1992
- Angel mon amour, Belfond, 1993
- A force d'aimer, Albin Michel, 1995
- L'amour est ailleurs, Presses de la Cité, 1997
- Passions dangereuses, Albin Michel, 1996
- Pour que triomphe la vie, Albin Michel, 1997
- Un amour secret, Albin Michel, 1997
- Pouvoir d'une femme, Albin Michel, 1998
- Un soudain mouvement de cœur, Albin Michel, 1999
- Là où la vie t'appelle, Albin Michel, 2001
- Le secret de Katie Byrne, Presses de la Cité, 2002
- Trois semaines à Paris,  Presses de la Cité, 2003
- Les pièges de l'amour,  Presses de la Cité, 2011
- Lettre d'une étrangère,  Presses de la Cité, 2012
- Les images du passé,  Presses de la Cité, 2013

#### Décoration d'intérieur
- Luxury Designs for Apartment Living, Doubleday, 1981
- The Complete Encyclopedia of Homemaking Ideas, Meredith Press [1968]
- How to Solve your Decorating Problems, Simon and Schuster, c1976

#### Autres
- Children's stories of Jesus from the New Testament, Lion Press [c1966]